# 天津歷史
天津平原地区的开发大约开始于距今6000年前的新石器时代，而且经过了一个由北向南、自西向东逐步推进的过程。
天津市自古因漕运而兴起，城市的雏形始于隋朝的三会海口。海运与漕运的交汇，使得天津逐渐成为商业的枢纽，逐渐繁荣起来。明永乐二年十一月二十一日（1404年12月23日）正式筑城，并更名为“天津”，是中国古代唯一有确切建城时间记录的城市。自1860年天津开放为通商口岸后，西方多国在天津设立租界，洋务派亦在天津兴办实业，使天津成为中国北方开放的前沿和近代中国洋务运动的基地。在领风气之先的同时，天津近代工业、商业、金融业等发展迅速。由天津开始的军事近代化，以及铁路、电报、电话、邮政、采矿、近代教育、司法等方面建设，均开中国之先河。天津成为当时中国第二大的工商业城市和北方最大的金融商贸中心。
目前，天津是中华人民共和国的直辖市、国家中心城市和北方最大的沿海开放城市，经过1990年代开始的工业东移战略，已经形成“中心城区-滨海新区”和“天津港-天津南港”的双城双港的城市布局。

## 第四纪以来
天津地区位于渤海湾西岸，自新生代的新近纪以来，地表环境以陆地为主，当时地表的沉积物基本上是河流湖泊环境中的沉积物，并且普遍埋藏有陆相生物化石群。根据研究结果表明，天津地区在第四纪成为陆地环境阶段，多为气候寒冷的冰期。尤其在距今1.8万年前的第四纪末次冰期气候盛行时期，北半球中纬度的气温比现在要低10-15摄氏度。据此推算，当时的海平面比现在低132米左右，当时的黄海、渤海等浅海海地露出海面，与华北平原连城广袤的大平原，为陆地生物迁徙提供了条件。在天津附近的渤海海底，有考古工作者曾发现过活跃于第四纪冰期的披毛犀和猛犸象化石。

## 原始聚落形成时期
天津平原地区的开发大约开始于距今6000年前的新石器时代，而且经过了一个由北向南、自西向东逐步推进的过程。1974年，考古工作者首先在天津北郊刘家码头发掘出石斧和石磨棒，以后又陆续在武清区、宁河县和宝坻区发现了同类的石斧和石磨棒。经鉴定，在天津出土的石器均属于新石器时代的遗物。因而可以证明，当时天津北部和西部地区地势较高、河流纵横、土质肥沃，新石器时代已经有群居的先民在这里进行农耕和渔猎活动，因此出现了许多原始的乡村聚落。与此同时，天津东部地区仍然爱处于海侵之中。根据史料记载，自商代开始，黄河曾先后三次改道在天津附近入海，经过数千年的淤积作用，海水才逐渐退到现在的海岸位置。

## 早期城市聚落形成时期
经过战国时期和秦代的开发，到西汉初年天津地区逐步富饶，人类居住和经济活动的有利条件增多。因天津平原濒临渤海，当时的滹池河（今滹沱河）、沽水（今北运河）、治水（今永定河）、桃水（上游为今拒马河）以及泒水（今海河）、庚水（今蓟运河）等均在天津分流入海。独立的海河水系尚未形成，黄河则在东平舒以南入海。
天津平原上有著名的洼淀雍奴薮，因而此地的捕鱼业和煮盐业兴盛。当时的朝廷为了税收和管理，在此设置了无终县。县城内有朝廷派驻的管理机构，周围建有城垣，形成了天津平原上早期的城市聚落。因天津平原水系众多，航运便利，这些城市聚落成为当地的政治经济中心以及水运交通枢纽。
西汉末期，由于局部海侵，海平面在天津附近上升了大约1米，当时海岸在今天的军粮城一带。滨海平原4米等高线以下的地区均受渍水淹没，形成一片沼泽，天津滨海平原上的许多原始聚落因此消失，西汉初年在天津所设立的四座县城均被废弃。直到东汉时期，天津地区开始海退，沼泽面积有所萎缩。《水经·鲍丘水注》曾有记载：“自是水之南，南极滹沱，西至泉洲雍权，东及于海，谓之雍权薮。其泽野，有九十九店，支流条分，往往迳通”。

## 隋唐时期
隋朝修建京杭运河后，在南运河和北运河的交会处（今獅子林桥附近，和今金鋼橋三岔口不同），史称三会海口，是天津最早的发祥地。
唐朝在芦台开辟了盐场，并在宝坻设置盐仓。

## 宋辽时期
由于海河是宋、辽之间的“界河”，因此，宋辽对峙时期，天津一直处于对峙的最前沿。天津的海河以北属辽幽都府（后改析津府）武清县，辽代对盘山等地的古迹多有修葺和续建并奠定了今日的格局，如独乐寺等。海河以南属北宋高阳关路乾宁军和沧州清池县。
北宋政府为防辽军南下，将海河以南的塘泊联成一气，组成所谓“深不可舟行，浅不可徒涉”的“软边”防线，并于泥沽、双港、小南河、沙涡、独流等处险要处设立“寨”、“铺”为军事据点扼守，有些地名沿袭至今。
宋太宗雍熙四年(987年)，以沧州知州何承矩为“制置河北缘边屯田使”，屯兵试种江南稻，转年成功。
宋仁宗庆历八年(1048年)，黄河改道夺南运河由界河入海，当时海河出海口北岸为辽之军粮城；南岸为北宋之泥沽，因此此地也称“泥沽海口”。
后晋的建立者沙陀人石敬瑭为了打败后唐，投降契丹人，将包括今日北京、天津在内的幽云十六州割让给契丹。辽国管辖时，在武清设立了“榷盐院”，管理盐务。
北宋初年宋太宗在高梁河(今北京市海淀区)与辽战斗，意图收复被后晋割让的燕云十六州，辽将耶律休哥突围射伤赵光义使得宋军撤退；辽于会同元年起在北京地区建立了陪都，号南京幽都府，开泰元年改号析津府。北宋末年连金灭辽，曾短暂收复燕云十六州，并设置了燕山府路和云中府路，天津属于燕山府路。后金国以张觉事件大局伐宋，再次侵略今天津市。

## 金元时期
金、元时期，黄河不再由渤海湾入海，天津的海岸及河流基本稳定。自海河口到三叉河口的60余公里，以及自三叉河口北溯潞水至杨村20公里为潮汐河流，成为一条可通航海、河漕船的良好的港内航道，过境天津地区的漕运逐渐兴盛起来。宣帝贞祐元年（1213年），调武清县巡检完颜佐、柳口镇（今杨柳青）巡检咬住为正、副都统，戍直沽寨。
金朝贞佑二年（1214年），在三岔口设直沽寨，在今天后宫附近已形成街道。
元朝改直沽寨为海津镇，这里成为漕粮运输的转运中心。设立大直沽盐运使司，管理盐的产销。当时有史料记载：半数解吴歌；由于当时天津的漕运中转区位和盐区而吸引大量江南移民，当时占到人口约半数，其他人口以华北人和其他地区移民为主。

## 明朝时期

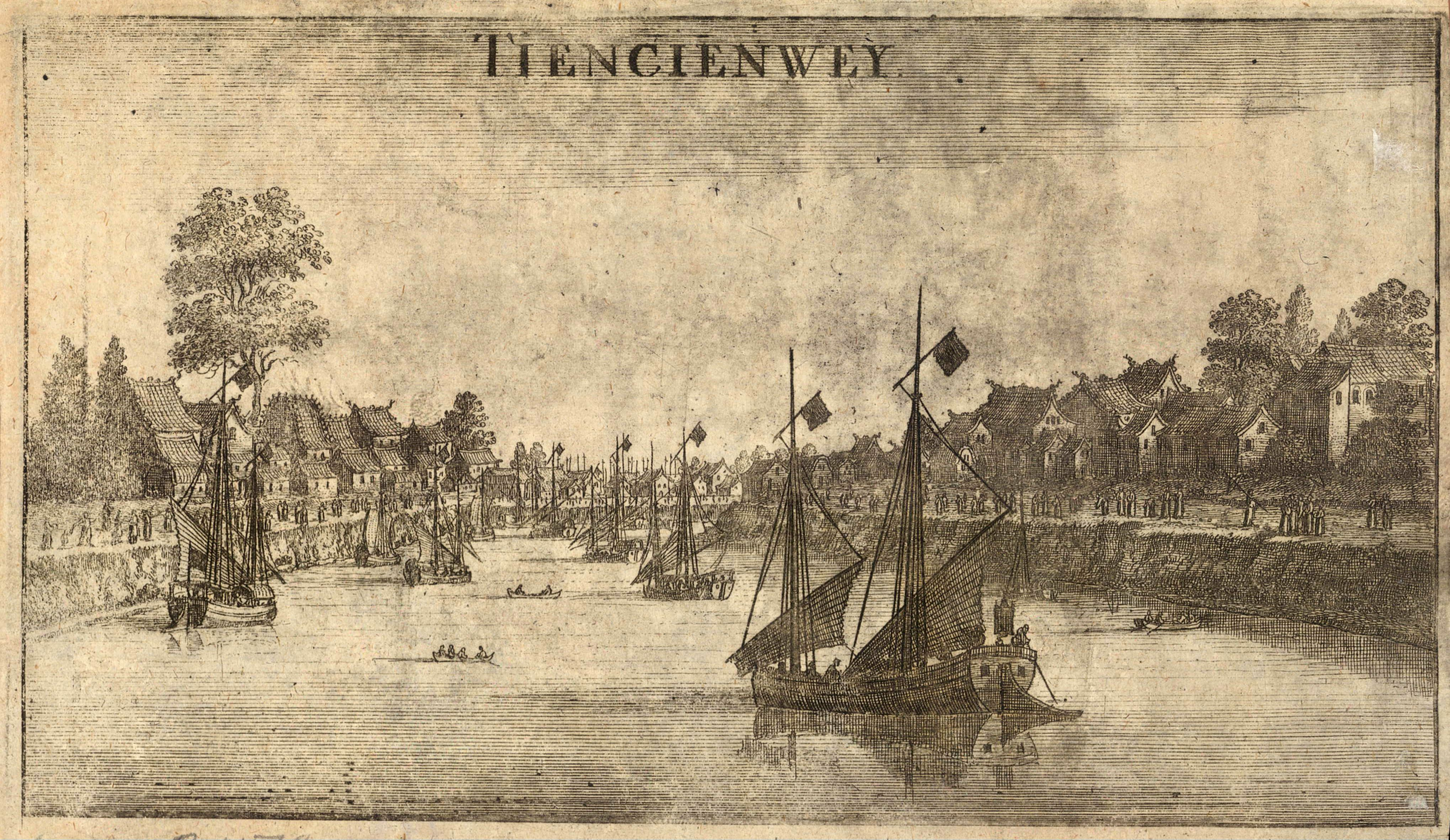
欧洲画师笔下16世纪的天津

明建文二年（1400年），镇守北京的藩王朱棣为了同他的侄子明惠帝争夺皇位，在此渡过大运河南下。后来朱棣作了永乐皇帝，为了纪念由此起兵“靖难之役”，在永乐二年十一月二十一日，公历1404年12月23日，将此地改名为天津，即天子之渡口之意，在三岔河口西南的小直沽一带，天津设卫筑城，称天津卫。卫是军事建制，而不属于地方行政区划。后又增设天津左卫和天津右卫。
由于燕王扫北，朱棣将安徽、江苏一带的移民驻守天津卫，由于土著数量有限，移民所操的南京官话遂成为天津社会通语，经过在包括与华北方言在内的诸移民方言交融，逐渐形成今日的天津话。
永乐三年（1405年）正月十七日，平江伯陈瑄请准在直沽重建天妃庙。
宣德二年（1427年），在天津卫城东北角重建玉皇阁，成为明清时期天津人重阳节登高的胜地，现已列为天津市文物保护单位。
崇祯十二年（1639年）秋季，天津地区发生蝗灾。次年春季出现饥荒，史书中称“人民相食，尸骸遍野”。

## 清朝时期
晚清时，天津作为直隶总督的驻地，也成为李鸿章和袁世凯兴办洋务和发展北洋势力的主要基地。

### 开辟商埠前

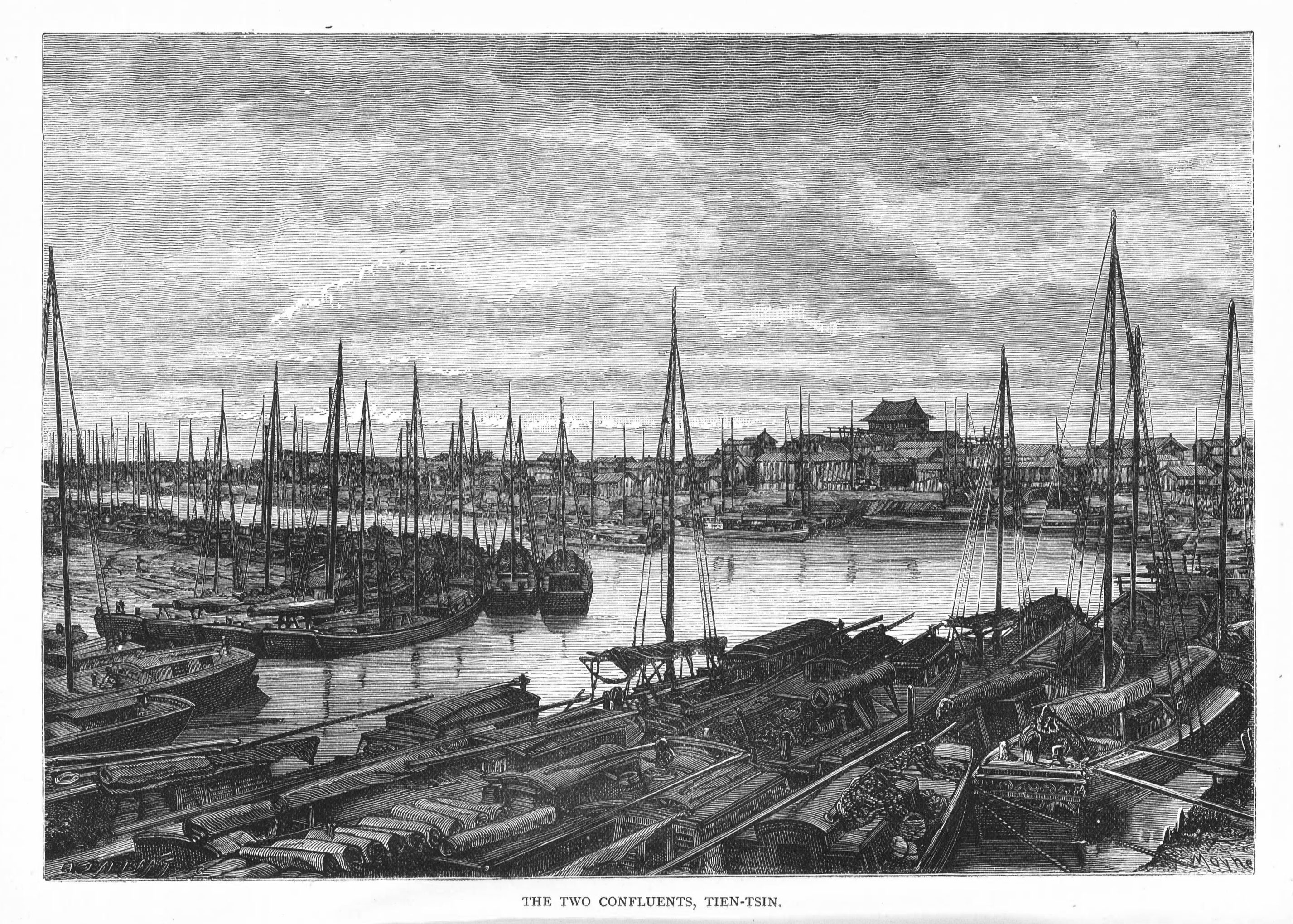
三岔河口一带的漕运码头

顺治九年（1652年），天津卫、天津左卫和天津右卫三卫合并为天津卫，设立民政、盐运和税收、军事等建置。雍正三年（1725年）升天津卫为天津州。雍正九年（1731年）升天津州为天津府，辖六县一州，分别是天津县、静海县、青县、南皮县、盐山县、庆云县、沧州。

1665年荷兰探险家约翰·纽霍夫绘制的天津

清朝移民继续保持以安徽省、江苏省、浙江省三省移民及其后代为主的人口来源结构，这三省的人口约占当时天津社会的人口的六成，其余还有湖北省、湖南省和山东省移民和来自几乎全国各地的移民，由于天津具有明显不同于周边的文化体系，故当时少有河北移民。
嘉庆二十一年(1816年)，英国使臣阿美士德经嘉庆帝准许由天津登岸进京，要求进行贸易通商，遭到清廷拒绝。
天津开埠以前，特别是在第二次鸦片战争期间，西方列强曾先后数次发动针对大沽口的战争。1858年5月20日，英法联军向炮台侧面登陆，清军发炮反击，杀伤近联军士兵百人。然而直隶总督谭廷襄弃守逃亡，使南北炮台陆续被攻占。清政府被迫与俄英法美四国代表分别签订《天津条约》。1859年6月20日，英、法、美三国公使到达大沽口外，被清政府要求从北塘登陆并由清军保护到北京换约。英法联军拒绝并进攻大沽口展开第二次大沽口之战，清军发炮反击击沉英法联军4艘军舰，使英法联军遭受重创撤退，是晚清时期对外作战罕见的胜利。
咸丰十年（1860年），英法联军出动军舰30多艘和陆战队5000人在北塘附近顺利登陆展开第三次大沽口之战，陆续攻下新河、塘沽和大沽口北炮台。咸丰皇帝下令放弃南炮台，剩余清军撤退到天津，大沽口沦陷。

### 开辟商埠后

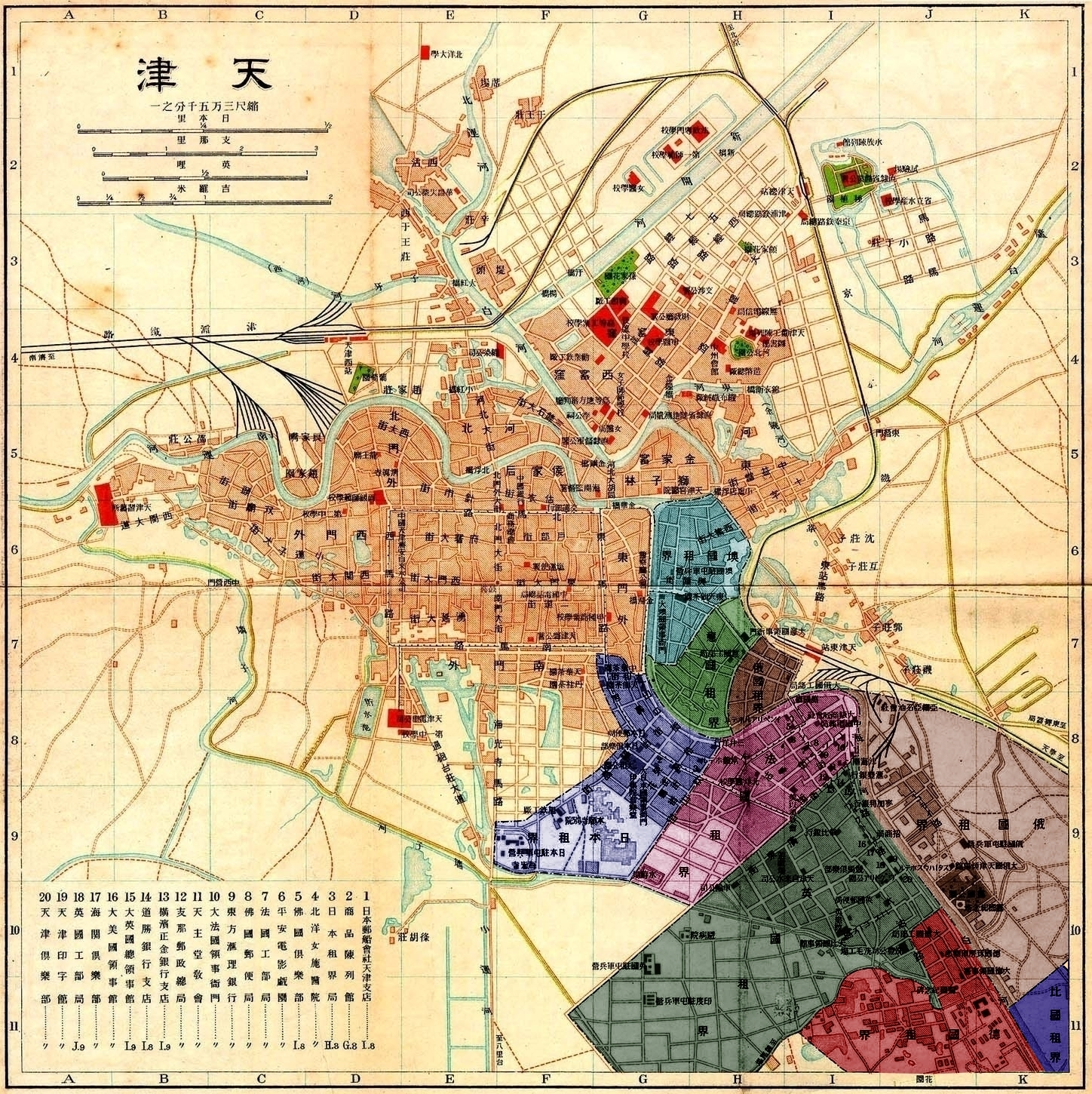
天津奥租界
天津意租界
天津俄租界
天津比租界
天津日租界
天津法租界
天津英租界
天津德租界

咸丰十年（1860年），清朝政府与英、法、俄签订北京条约，清朝增开天津郡城海口作为通商之埠。年底，清政府在天津设立三口通商衙门，命崇厚任通商大臣，至此天津正式开埠。
天津开埠后，西方各国先后在天津设立英、美、法、德、日、俄、意、奥、比九国租界，并在租界中进行吹泥垫地，疏浚海河航道，改善了天津的投资环境，使天津逐步成为中国北方开放的前沿和近代中国洋务运动的基地。
清咸丰十年（1860年），中英双方交换了中英《天津条约》批准书，同时签订《中英续增条约》（《北京条约》）。《续增条约》第四款规定：“续增条约画押之日，大清大皇帝允以天津郡城海口作为通商之埠，凡有英民人等至此居住贸易，均照经准各条所开各口章程，比例划一无别。”，是英国在天津设立租界的依据。12月，英国驻华公使卜鲁斯依据《北京条约》中“准许英国侨民在通商口岸租地赁屋”规定，照会直隶总督恒福，强令划出英租界。12月17日，天津英租界开辟，初期面积约460亩，位置在海河西岸，紫竹林村一带，因而英租界及此后在这周边的德租界等亦有“紫竹林租界”之称。
清咸丰十一年（1861年），法国和清政府签定《天津紫竹林法国租界地条款》，划定天津法租界，面积为439亩，在英租界以北、靠近天津城。
光绪六年（1880年），清政府为加强海防，李鸿章在天津兴办北洋水师大沽船坞，是近代中国北方第一座船坞，与旅顺军港、威海卫刘公岛并称北洋水师的三大基地，用于修理北洋水师的军舰，1890年始造军火。
光绪十一年（1885年），清政府李鸿章和法国驻华公使巴德诺为结束中法战争于天津签署《中法会订越南条约十款》，李鸿章创设天津武备学堂，培养新式陆军军官的著名学校，意在通过新式教育培养新型军事人才。
光绪十二年（1886年），由天津海关总税务司英籍德国人德璀琳与英商怡和洋行总理笳臣集资并创办于英租界《中国时报》，是天津第一份英文报纸。同年11月6日，中文版《中国时报》发行。
光緒十四年（1888年），天津修成第一個火車站老龍頭火车站（今天津站）。

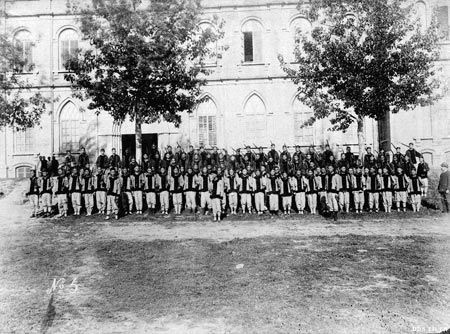
1900年代北洋大学军训

光绪二十一年（1895年），光绪帝御笔钦准天津北洋西學學堂成立，洋务运动的代表人物盛宣怀任首任督办，校址在天津北运河畔大营门博文书院旧址。1896年10月，北洋西学学堂更名为北洋大学堂，是中国近代史上的第一所大学。
1898年8月29日，清政府和日本签订《天津日本租界协议书及附属议定书》，划定天津日租界，南临天津法租界，西北与天津老城相望。
1900年7月5日，八国联军攻陷天津，组成“暂行管理津郡城厢内外地方事务都统衙门”，即“天津都统衙门”，对天津实行了两年军事殖民统治，并于1901年下令拆除城墙。
光绪三十三年（1902年），由英敛之创办的《大公报》在天津法租界首次出版。
光绪二十九年（1903年），直隶总督兼北洋通商大臣的袁世凯在天津的海河北岸开始开发的新城区，即河北新区，在新城区的规划建设中，率先在中国采用了西方现代城市规划理念，也称“北洋新城”。20世纪初的天津，近代教育、司法、民族工业和市政设施建设发展迅速。

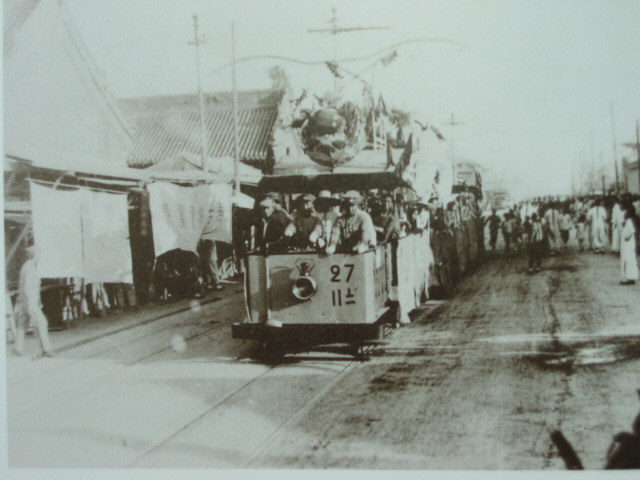
天津1906年开通运营的电车

## 中华民国时期
中华民国大陸时期起于1912年，止于1949年。北洋政府时期，天津作为中国北方经济、贸易与金融中心，在中国政治舞台也扮演着举足轻重的角色。北洋政府的政客官员及其家属大多均在天津定居。同时，天津作为国际都市，前清时期诸多遗老也在清帝退位逊入天津生活，或利用天津租界的特殊进行地下政治活动。其中包括民国总统黎元洪和前清废帝溥仪。

### 北洋政府时期 (1912-1928)
1912年3月，北洋政府成立。1912年7月，天津县署裁撤，其所属机构归并天津府接管。次年4月又恢复天津县，将天津府裁撤。
20世纪初叶，由于长江以北连年蝗灾，江淮地区农民大量涌入以上海为主的江南地区，而华北地区农民则大量以流民身份涌入天津，一度达到天津人口半数，而不同于上海的江北难民在上海租界外围建立起长期的棚户区据点而永久居留于上海，华北难民大部分由于没有在天津谋生的能力而绝大多数在蝗灾后返回原籍地。但自租界时代中期开始，华北人在天津的影响与日俱增，虽然当时天津社会上层还是由天津老移民（多为南方裔）和宁波人与广东人垄断商界、政界和文教界。
1913年1月1日，津浦铁路全线通车，全长1009公里。先是津济、济徐、徐浦分段运行，5月1日改为津浦直达运行，行驶31小时。
1914年，范旭东在创办久大精盐厂的基础上，决心“变盐为碱”，在天津开始兴办“永利制碱公司”，开创中国制碱工业的先河。

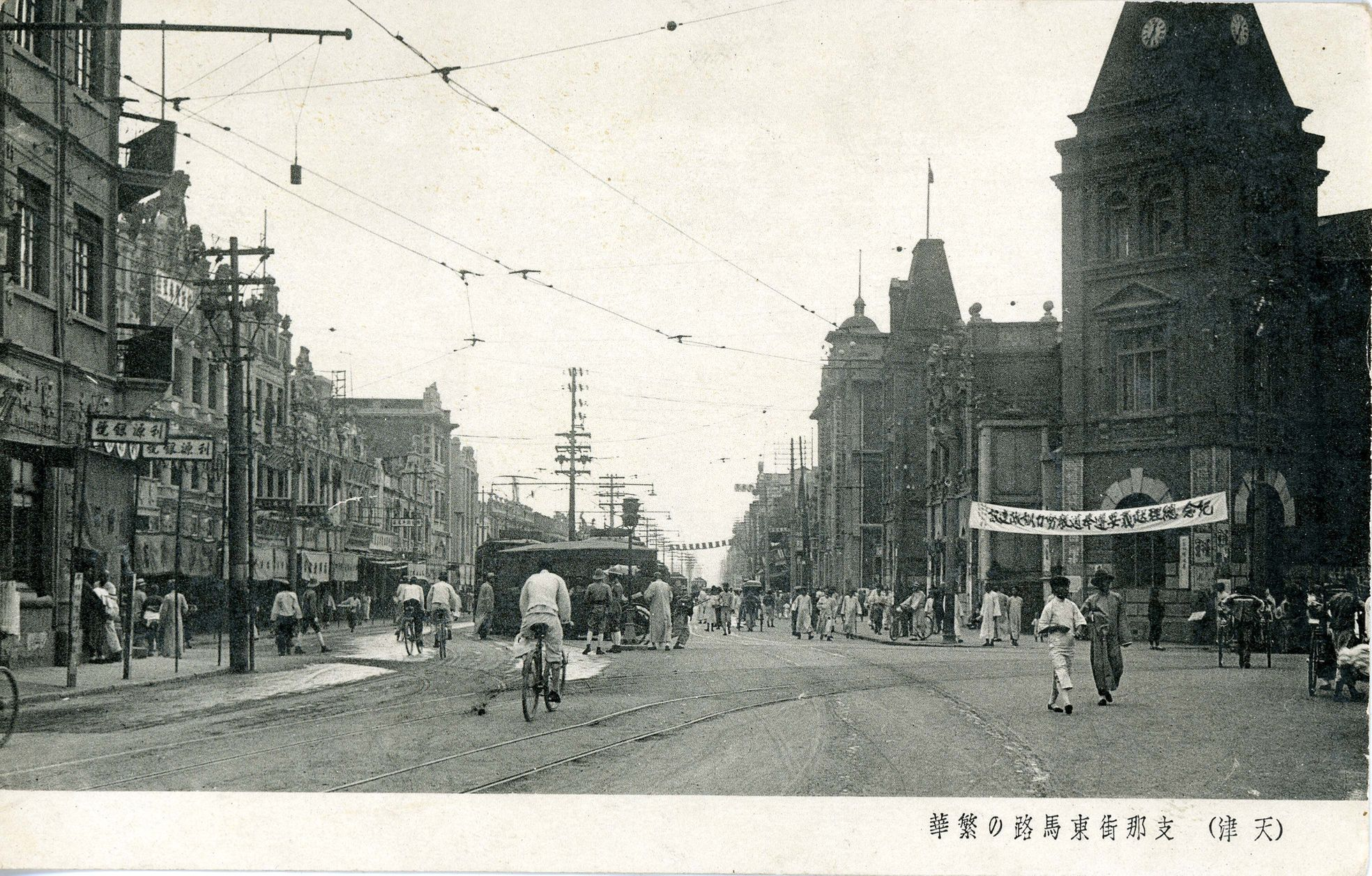
天津华界东马路繁荣景象

1916年10月20日，老西开事件爆发。天津人民组成“维持国权国土会”，数千人举行示威。1916年25日，八千余人举行公民大会，决议罢工、罢课、罢市，抵制法货，惩办汉奸，要求全国人民声援。1916年11月，天津法租界工厂工人、夫役、人力车工人、女佣工、职员群起罢工，迫使法商企业停业，电灯厂停电。后来由于北洋政府的妥协，老西开归“中法共管”。1917年，中国与德、奥宣战，收回天津德租界和天津奥租界。

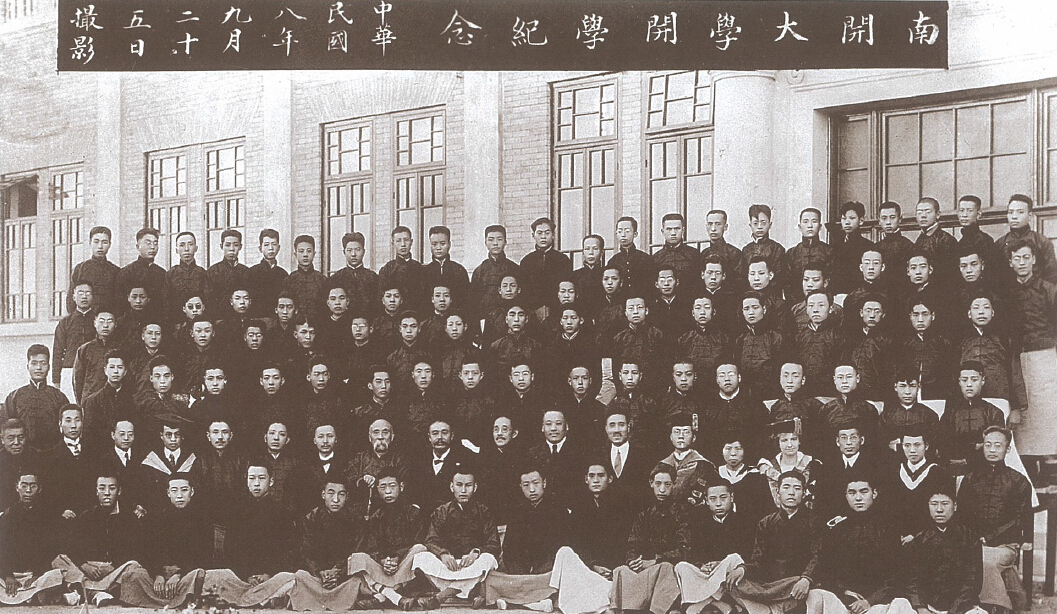
1919年南开大学开学纪念照

1919年4月，南开学校大学部校舍在南开学校南端动土兴建。5月，开始制定学校规章制度，招生工作起步。9月7日、8日，南开学校大学部举办招生考试。10月17日，首次开学典礼举行，标志着私立南开大学正式成立。1921年，南开学校大学部正式更名为“天津私立南开大学”，设文、理、商科。
1920年代初，天津英租界工部局创办了英国文法学校，但只有外国纳税人子女可以入学接受教育。
1923年6月，黎元洪曾宣布将民国政府迁往天津，实际是天津英租界，并在当地发布总统指令和总统任命，设立议员招待所，使天津英租界一度成为民国大总统的驻地以及没有内阁的政府所在地。
1926年，天津永利碱厂生产的红三角牌纯碱在美国费城举办的万国博览会获得了金奖，被誉为“发展中华民国主要化学工业之象征”。
1927年，时任天津英租界华人纳税会董事庄乐峰联合鍾蕙生、冯仲文等人发起先生筹三万四千两白银创办服务英租界纳税华人的英式精英学校，初名为“天津公学”，隶属于天津英租界工部局，是耀华学校的前身。在1920年代末“教育中国化”的浪潮中，由英租界华人接管，成为私立学校。

### 南京国民政府时期 (1928-1937)

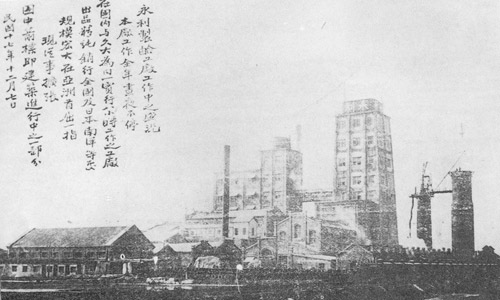
1928年的永利碱厂旧影

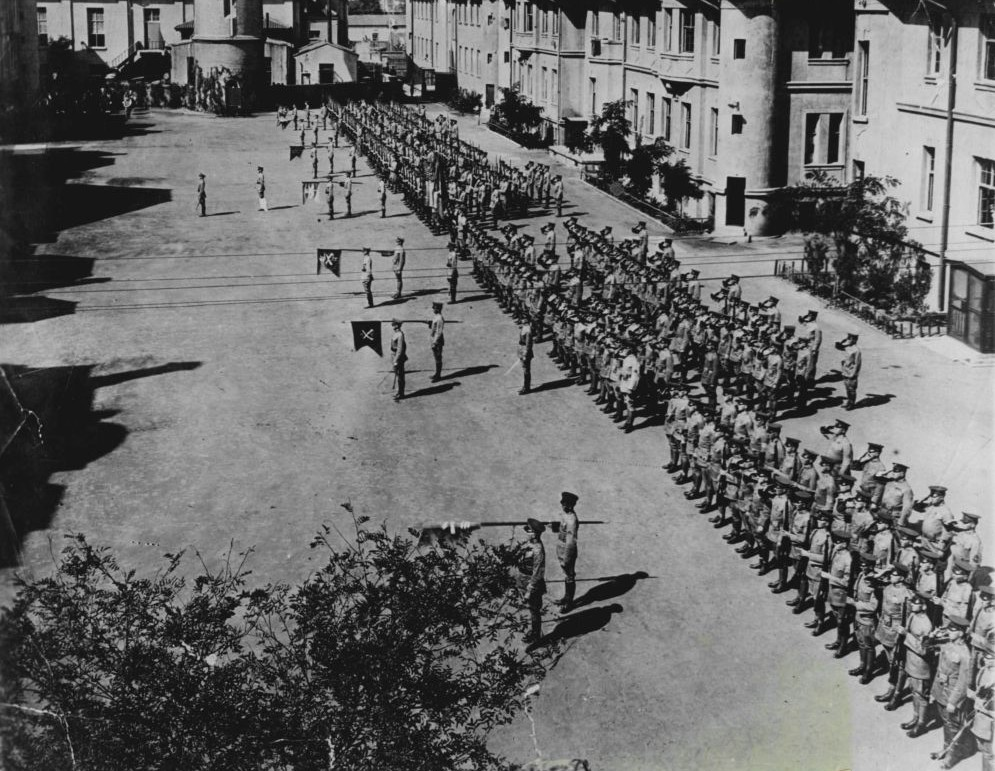
1931年美国步兵团在天津租界执行警卫任务

1928年6月，国民革命军占领天津，南京国民政府设立“天津特别市”。1929年8月，比利时签订了交还天津比租界的约章。1931年3月，正式举行交接典礼，比租界改为天津特别行政区第四区。
1930年6月，天津特别市改为南京国民政府行政院直辖的天津市。同年11月，因河北省省会由北平迁至天津，天津直辖市改为省辖市。
1933年5月31日，华北朱军代表熊斌和日本关东军代表冈村宁次在塘沽簽定塘沽協定。
1935年6月，河北省省会迁往保定，天津又改为直辖市。

### 日本占领时期 (1937-1945)
1937年7月7日，卢沟桥事变爆发，至7月12日，日本占领天津各火车站。7月24日，南开大学物资开始疏散。7月29日，中国军队进攻日租界海光寺兵营，日军飞机对包括南开大学在内的天津重点目标进行轰炸，秀山堂、芝琴楼等建筑被毁，木斋图书馆受损，由于日军迅速南下增援，日军占领天津华界全境，仅天津英租界、天津法租界、天津意租界三国租界成为相对安全的孤岛。7月30日，日军攻占南开大学进行劫掠、纵火、炮袭，木斋图书馆被烧毁。天津英租界人口由战前的2万余人增加到7.2万余人。8月1日，日本扶立天津地方治安维持会，任命高凌霨为委员长。12月17日，高凌霨又出任河北省省长兼天津特别市市长。
次年1月17日，潘毓桂任天津特别市市长。5月6日，《庸报》报社第三次遭到爱国人士轰炸。8月8日，晚10点，天津第三监狱犯人越狱暴动，246人逃跑，其中30余人被抓回。9月11日，国民党配合中统局，刺杀川岛芳子。川岛芳子受轻伤。

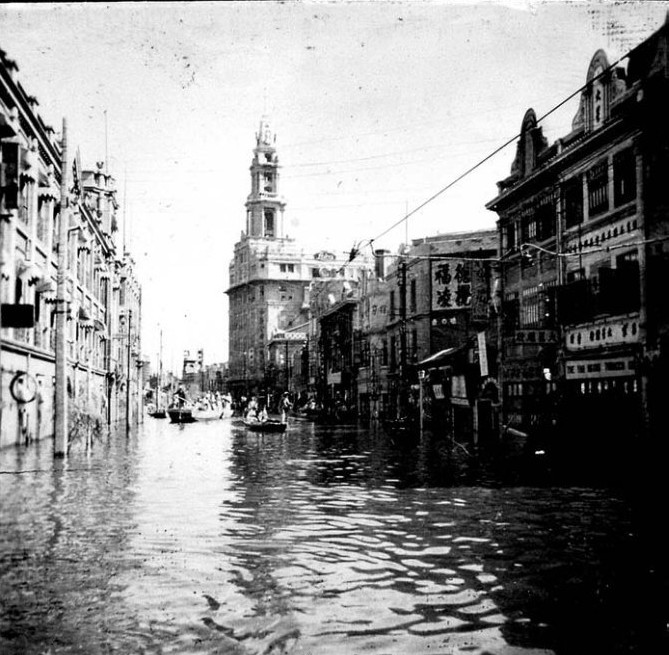
1939年天津水灾时的天津日租界旭街

1939年4月9日，程锡庚在英租界大光明影院被刺，6月14日，日军对英、法租界进行时间长达一年的武装封锁。7、8月，因连续暴雨和日军扒开河堤的因素，天津遭受严重水灾，天津市区百分之八十的地区被洪水所淹，超过10万间房屋被冲毁，八百多万人受灾，六十五万天津及其周边居民成为灾民。11月20日，日商公大纱厂工人组成二十六友，伺机破坏生产，全数被杀。12月20日，警察局公布天津市全市人口为146万8246人。
1940年4月25日，市长温世珍在全市发起献铜献铁运动。6月20日，日军解除对英法租界的封锁。7月12日，入夏以来，瘟疫盛行。日军防卫司令部下令封锁市区，严禁百姓出入。患病者连同房屋一起烧毁。天津市公署把塘沽、大沽划为霍乱疫区。
1941年，治安强化运动开始施行。11月28日，德意志第三帝国在天津设立总领事馆，魏德曼任总领事。12月8日，太平洋战争爆发的当日，日军进占天津英租界。12月25日，市长温世珍为了支援友军圣战，设立天津特别市圣战献金运动总会、妇女献金协会和同业公会献金支会等机构，强迫百姓捐款。
1942年6月20日，日本接管天津法租界。9月1日，华北牛羊油由日军统筹分配。11月1日，警察局公布，租界人口除外，全市人口为145万8665人。
1943年，白面、大米被列为禁品。百姓苦不堪言。3月19日，王绪高继任市长。1943年8月8日，意大利向盟国投降，从日本盟国变为敌国。驻扎天津的日军立即封锁天津意租界，并于9月10日协助汪精卫政权天津政府强行接收管理意租界。10月17日，华北政务委员会免除王绪高市长一职，派遣财政局长李鹏图兼理市长职。11月15日，华北政委会改天津特别市公署为天津特别市政府，任命张仁蠡为天津特别市市长。

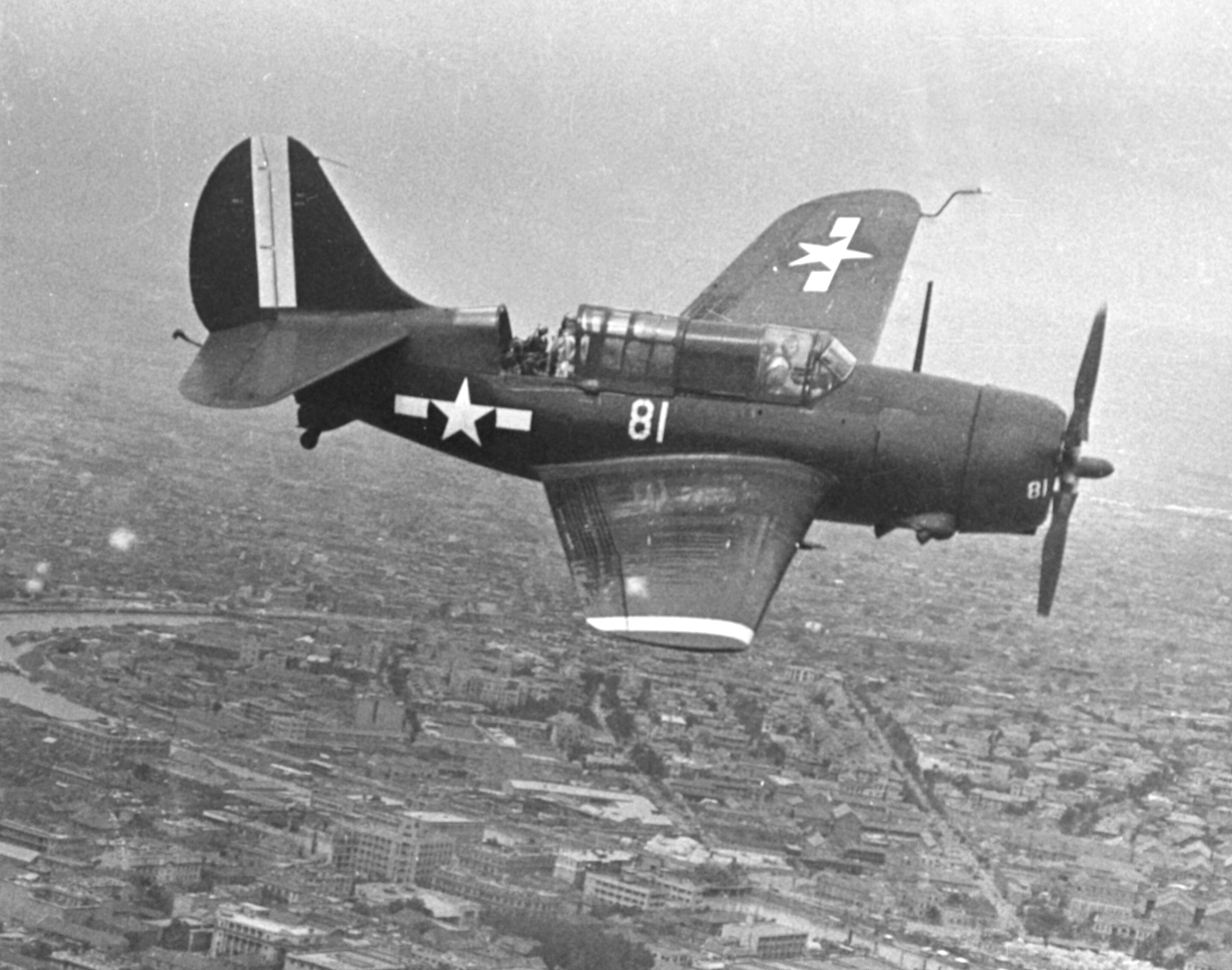
抗日战争结束后，SB2C俯冲轰炸机飞过天津上空

1944年1月16日，全市燃料定量配给。6月9日，天津市举办第四届华北都市交欢体育大会，由北平、天津、保定、青岛、济南、开封、太原中日运动员参加。1945年8月14日，日本天皇宣布《终战诏书》，日本无条件投降。民国政府收复天津及各大租界。9月29日，重庆国民政府委任：张延谔为天津市市长，杜建时为副市长，兼任第十一战区北宁铁路线区护路司令。10月8日上午九点，在驻津美军司令部门前广场举行在津日军签降仪式。

### 国共内战时期 (1945-1949)
1945年8月，抗战胜利，天津收复。10月22日，北洋大学正式复校开学，茅以升任校长，设两院十二系。
1946年5月4日，西南联大解散，南开大学改私立为国立后开始筹备返回天津复校。10月，南开师生于开始返回天津八里台复校。复校后的国立南开大学，设文学院、理学院、政治经济学院和工学院，4个学院16个系，另设经济研究所、应用化学研究所及边疆人文研究室。
1949年1月15日，经过激烈战斗，解放军林彪部攻占天津。

## 中华人民共和国时期

### 1949年
1949年1月15日，解放军林彪部攻占天津，天津市由中共军队接管。1949年6月，天津市证券交易所在天津市军管会接管原“天津证券交易所”的基础上正式成立。10月，中华人民共和国成立后，天津市被定为中央直辖市。11月1日，中央音乐学院在天津成立，马思聪任首任院长。11月2日，苏联在天津设立总领事馆，吉多福为代理总领事。

### 1950年代

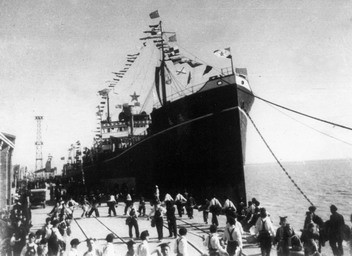
1952年10月17日长春号停泊在塘沽新港码头

1950年8月1日，天津张贵庄机场首次开辟了“天津-北京-汉口-重庆、天津-北京-汉口-广州”两条民用航线，史称“八一通航”。
1951年6月24日，天津医学院成立，朱宪彝担任首任院长，7月6日，开始第一届招生。8月24日，政务院第九十九次会议决定修建塘沽新港，总理周恩来签署命令，批准成立塘沽建港委员会。塘沽建港委员会于1951年9月5日正式成立，办公地点设在天津市一区（今和平区）赤峰道5号天津区港务局。时任交通部部长章伯钧兼任主任委员，时任天津市市长黄敬等三人为副主任委员。
1951年天津投资公司发行的天津投资股份公司股票是中华人民共和国第一张股票。1952年7月，交易所撤销，交易并入天津市投资公司，后又改为交通银行兼管。1956年公私合营后，股票交易停止。
1952年，天津县划归天津市，次年改设东郊、西郊、南郊、北郊4个郊区，汉沽市也划归天津市，更名为汉沽区。在1949年至1958年2月这段时间里，天津市为中央直辖市。10月17日，塘沽新港举行开港典礼，第一艘万吨巨轮“长春号”驶靠新港码头，标志着天津港正式由河港转型为海港。时任政务院总理周恩来为此题词：“庆祝新港开港，望继续为建港计划的完成和实施而奋斗。”

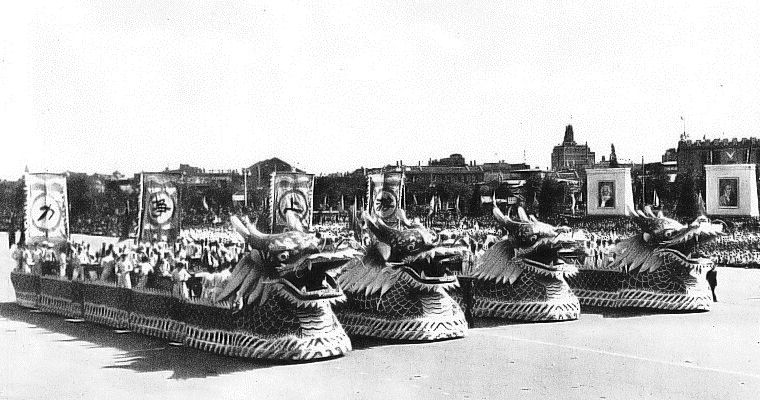
1959年天津市国庆游行

1958年2月11日，后因“大跃进”和天津良好的工业基础，天津市被并入河北省，河北省会迁往天津时间达八年，期间天津大量工厂和高校外迁河北，给天津经济与社会发展造成不利影响。同年，天津专区与沧州专区合并，划归天津市。天津市除原有8区外，还辖有武清县、霸县、任丘县、静海县、河间县、沧县、黄骅县、交河县、献县、盐山县、吴桥县、宁津县等12个县。

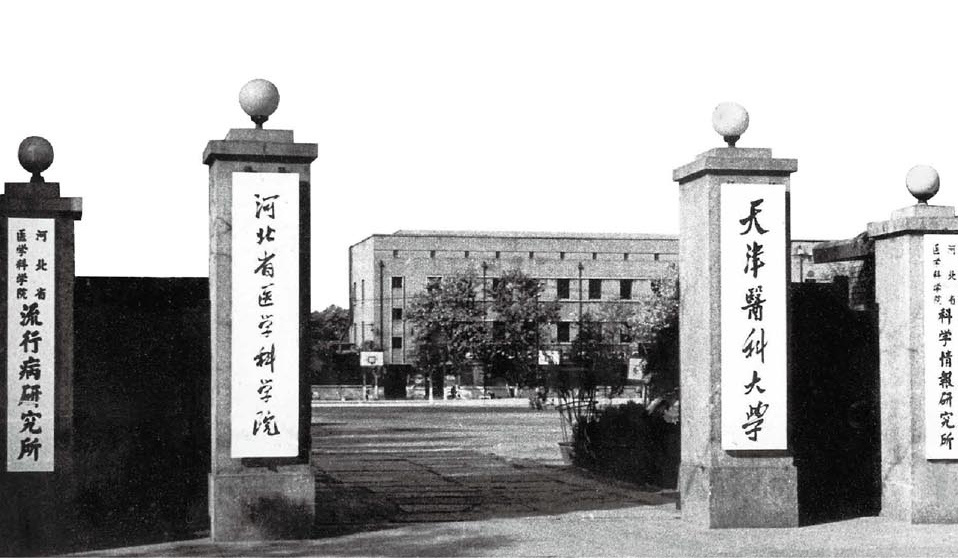
1958年天津医学院升格为天津医科大学

1958年，中央音乐学院从天津迁往北京。同年，天津医学院升格为天津医科大学。

### 1960年代
1960年，蓟县、宝坻县划归天津市。
1961年6月21日，经国务院批准恢复天津专区建制。天津专区隶属河北省与天津市双重领导，以天津市领导为主。1963年8月，海河流域发生特大洪灾期间，天津市被洪水围困一个多月，河北省全省死亡5000余人，2200余万人受灾，洪灾造成大量财产损失。
1966年，文化大革命开始后，天津市的高等教育、基础教育的正常教学秩序遭到破坏。南开大学等天津市的高等院校的教学基本停滞，正常教学秩序遭到严重破坏。1967年4月，天津大学、河北工学院等高校青年汇集南开大学发生万人武斗事件。
1967年1月2日，因“备战、备荒”和担忧天津会成为战场，河北省遂将省会迁回保定，天津市恢复为中央直辖市并保持至今。

### 1970年代

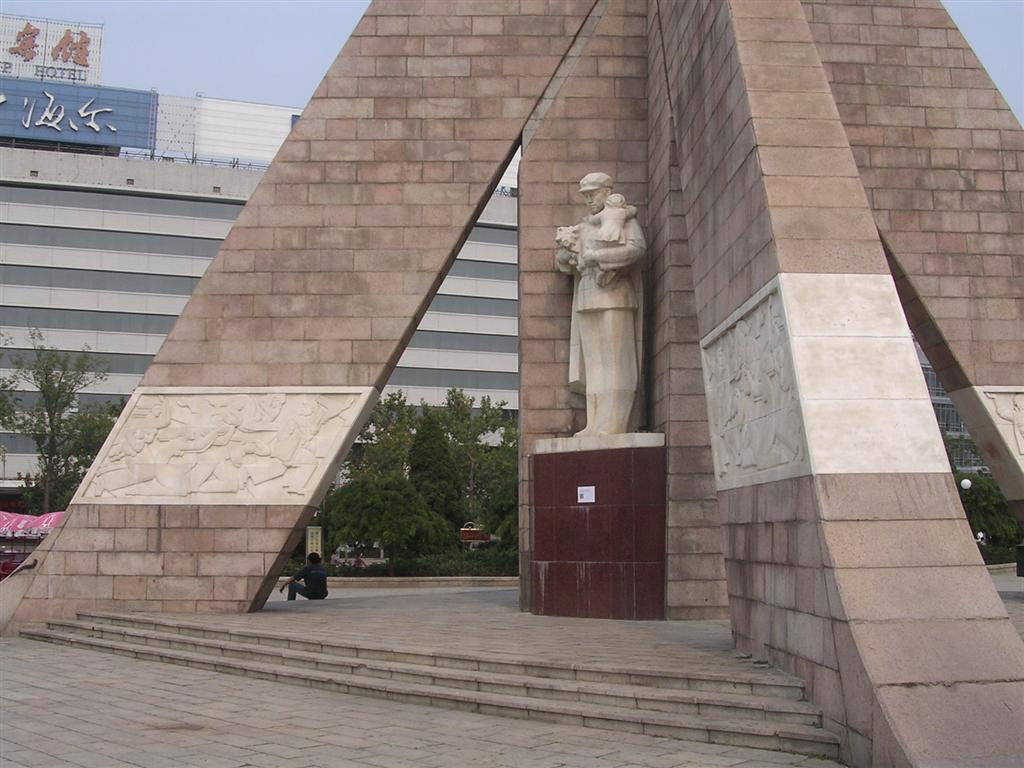
天津市抗震纪念碑，纪念唐山大地震遇难者

1970年4月7日，在向中央政府申请拨款建地铁未果的情况下，天津市决定自行筹款以备战通道名义立项，在改造市区旧墙子河基础上修建。
1973年7月7日国务院批复将河北省蓟县、宝坻、武清、静海、宁河等等五县划归天津市。1973年7月16日河北省与天津市在石家庄召开交接会议， 18日会议结束。会议决定：。
1. 从1973年8月1日起五县归天津市领导
2. 河北省天津地區在五县的直属单位的隶属关系不变，仍由省、地领导。
3. 国民经济计划仍按原计划执行。建议国家计委从1974年起将五县的有关国民经济的基数调整到天津市
4. 水利建设事宜
5. 天津地區领导的蓟县师范学校（后迁入廊坊市区，改为廊坊师范学校。后与廊坊师范专科学院合并为廊坊师范学院）、杨村师范学校（1973年更名为河北省廊坊地区杨村师范学校，1986年更名为天津师范高等专科学校，1999年改为天津师范大学杨村校区）应继续承担对五县培训师资的任务

1976年7月28日，天津周边的河北省唐山、丰南地区发生的7.8级强烈地震，天津市因地震死亡24,345人，重伤21,497人，超过六成的建筑物遭到地震破坏，近70万人无家可归，超过三成企业和北大港水库、桥水库遭到严重破坏。同年10月10日，天津地铁1号线的前身、全程3.6公里的天津市地下铁路通车运营。
1976年文革结束后，据南开大学统计，该校3000多名师生在文革中，共583人被非法立案审查，437人被牵扯进158件集团性冤假错案，246人受到各种程度的冲击，化学家陈天池等21人被迫害致死。
1978年2月，国务院决定恢复和办好全国重点高等学校，南开大学被确定为第一批全国重点高等学校。同年，在南开大学和天津大学的指导下，天津市成立了八所走读制大学，以增加天津市的大学招生名额。日后，这八所走读制大学经过兼并，成为天津师范大学、天津理工大学、天津职业大学、天津工业大学和天津城建大学等五所天津市属高校的前身。
1979年1月23日，天津机场举行民用航空机场的开航仪式，波音707型客机进行了试航。

### 1980年代

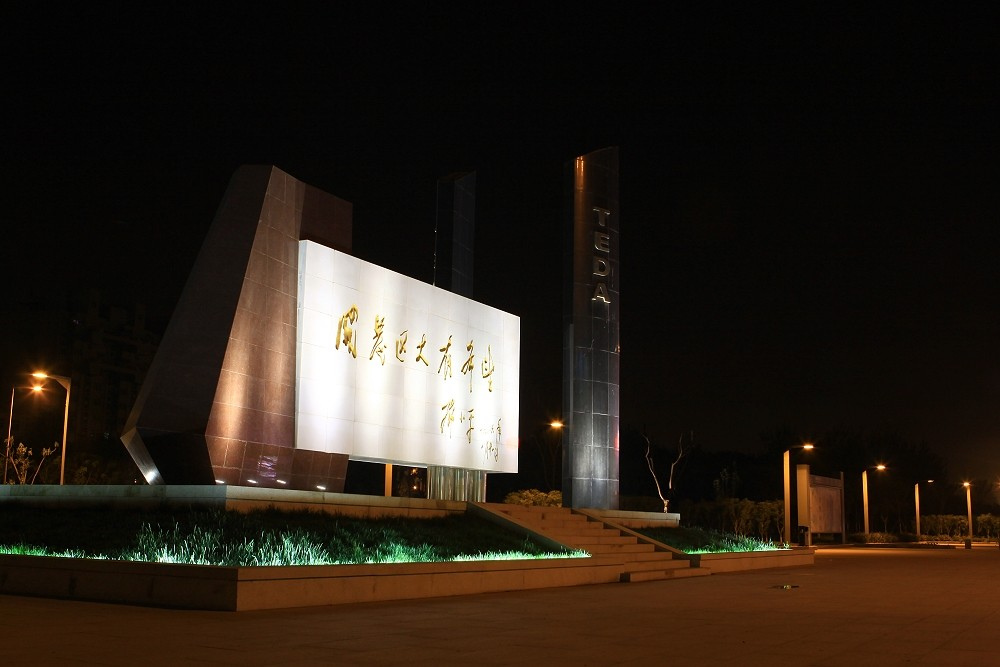
邓小平题词的“开发区大有希望”

1981年，海河上游为供津冀用水而修建的密云水库为保障北京用水，停止向津冀供水，导致津冀用水困难。同年，中国国务院决定兴修引滦入津工程，解决天津市的用水问题。
1984年，改革开放伊始，天津被国务院列为14个沿海开放城市之一，经济开始快速发展。同年12月，天津经济技术开发区作为第一批国家级经济技术开发区率先在天津东部沿海的盐碱荒滩上建立。
1986年8月，时任中央军委主席邓小平、总理赵紫阳先后到天津视察天津开发区、天津港等。在视察天津开发区时，邓小平亲笔题写“开发区大有希望”的题词。同时，邓小平指出天津“在港口和市区之间有这么多荒地，这是个很大的优势，我看你们潜力很大。可以胆子大点，发展快点”。
1988年，天津新技术产业园区成立。

### 1990年代
1991年5月12日，国务院批准天津港保税区正式设立。
1992年，摩托罗拉宣布在天津开发区投资1.2亿美元建设生产基地，成为中国改革开放以来首个外资独资和外资投资额最大的项目，在当时经济仍不开放的社会上引起轰动。1992年8月，中国大陆首次拍卖破产合资企业天津辛普森家用电器有限公司。
在浦东新区成立后，天津多次向中央政府申请在天津成立国家级新区失利后，天津市决定自主开发滨海新区。
1994年3月，天津市人大十二届二次会议通过决议，决定在天津经济技术开发区、天津港保税区的基础上“用十年左右的时间，基本建成滨海新区”。此后，天津市便开始工业等产业的战略东移，举全市之力打造滨海新区，这也是天津东部沿海的开发区域第一次以“滨海新区”这一整体区域的概念出现。同时，天津市成立了滨海新区建设领导小组。
1995年，天津市增加了滨海新区领导小组办公室的设置。
1990年代后期，中国大学合并浪潮中，时任国务院副总理李岚清希望南开大学和天津大学合并，教育部和天津市以第十个入围985工程的名额等条件向两校施压。但是，合并计划最终失败，两校的办学方针调整为“各自独立办学、相互紧密合作”，两校之间连通的天南街也筑起了围墙。

### 2000年代
2000年10月，天津武清撤县设区。
2001年9月，天津宝坻撤县设区。
2005年10月，中共十六届五中全会召开，会议决定把推进滨海新区开发开放纳入“十一五”规划和国家发展战略。
2006年3月22日，国务院常务会议将天津定位为“国际港口城市、北方经济中心、生态城市”，从此京津之间的经济中心之争，终于落下帷幕。同年5月，国务院批准滨海新区为国家综合配套改革试验区。6月12日，天津地铁1号线经过扩建正式开通试运营。同年6月，《国务院关于推进天津滨海新区开发开放有关问题的意见》公布，明确：“在金融企业、金融业务、金融市场和金融开放等方面的重大改革，原则上可安排在天津滨海新区先行先试”。6月8日，经过与多个城市共同角逐，最终空客A320系列飞机总装线落户天津空港经济区。同年7月，国务院批复《天津市城市总体规划(2005-2020年) 》：“天津市要以滨海新区的发展为重点，逐步建设成为国际港口城市、北方经济中心和生态城市”。8月31日，国务院批复设立天津东疆保税港区。
2007年6月3日，天津市政协主席宋平顺自杀身亡。6月23日，天津赢得了第六届东亚运动会的举办权。11月18日，中国政府和新加坡政府签署框架协议，决定在天津兴建中新天津生态城。

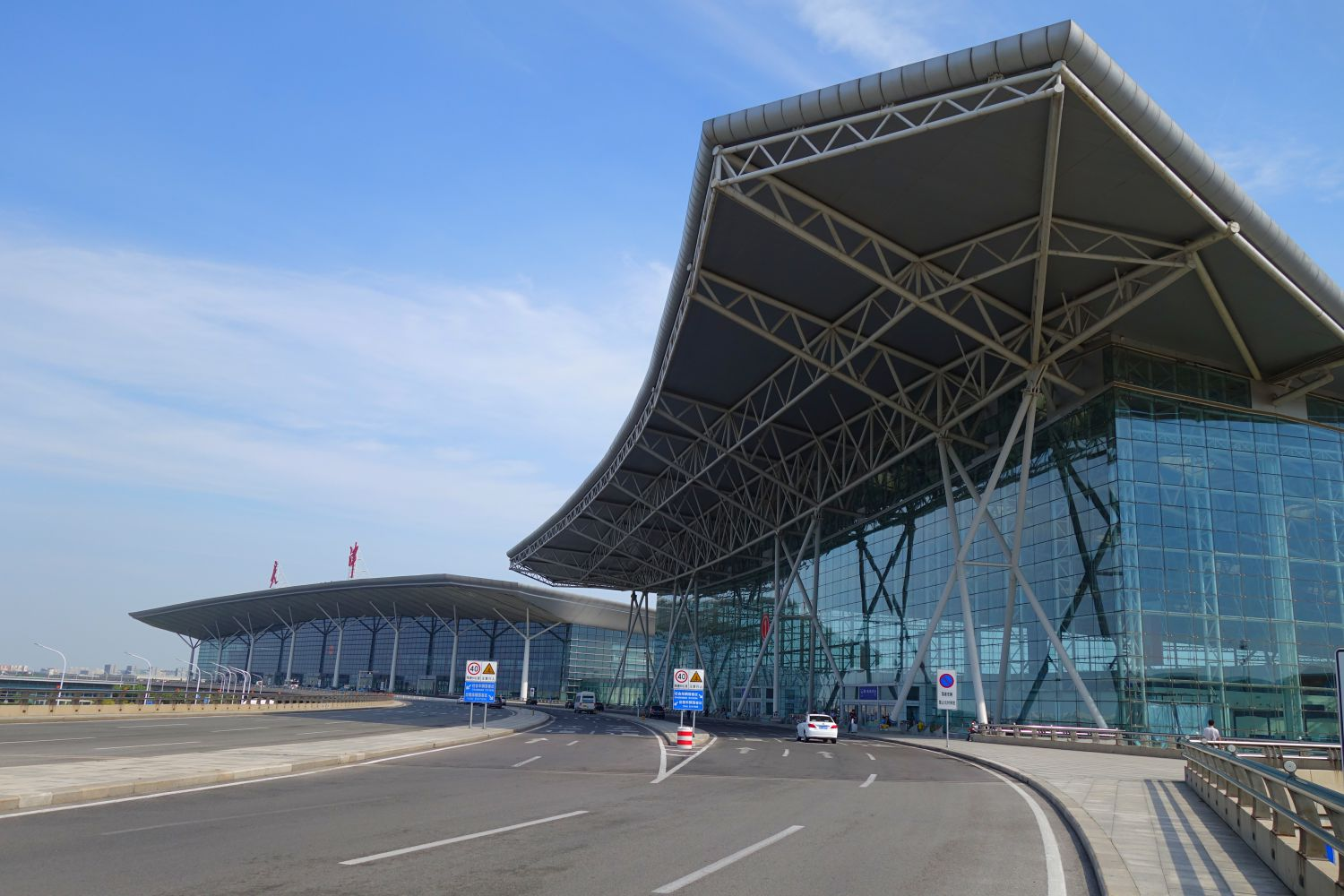
2008年5月，天津滨海国际机场T1航站楼投用

2008年5月，天津滨海国际机场扩建工程结束，T1航站楼投入使用。同年8月1日，中国第一条时速350公里的高速铁路京津城际铁路开通，天津站经过改扩建投入使用。同年，天津市作为第29届奥林匹克运动会的协办城市协办了足球项目部分赛事。与此同时，夏季达沃斯论坛自2008年起开始落户天津，每两年举办一届。同年，天津地铁腐败案因天津地铁的党委书记与总经理互相举报而案发，引发舆论关注。
2009年11月9日，天津市调整行政区划，撤销塘沽区、汉沽区、大港区，设立滨海新区，以原三个区的行政区域为滨海新区的行政区域，标志着滨海新区正式从经济区的概念成为统一协调的行政区。
2010年，在天津市区的梅江会展中心举行了联合国第四次气候变化谈判。

### 2010年至今
2011年6月30日，随着京沪高速铁路的开通，新建的天津南站和改扩建的天津西站投入使用。8月16日，天津成功取得第十三届全运会的主办权。同月，由天津经济技术开发区负责开发的天津南港正式开港投用。

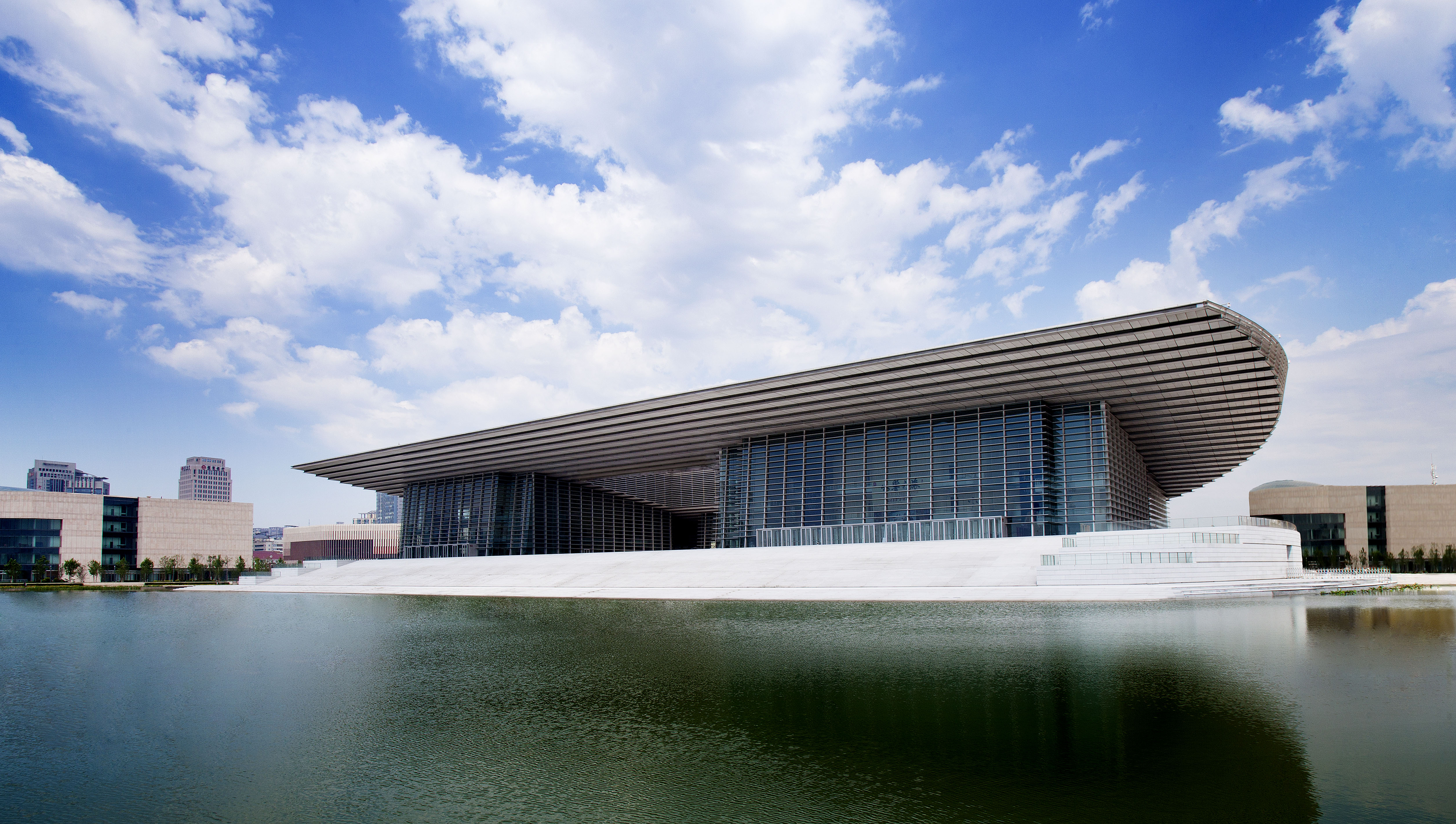
2012年4月落成的天津大剧院

2012年5月，天津大剧院、天津博物馆、天津图书馆文化中心馆、天津美术馆、彩悦城及银河购物中心等一批大型公共建筑组成的天津文化中心正式对外开放。同年，天津地铁2、3、9号线建成通车，天津市轨道交通正式联网运营。
2013年10月，天津市举办了第六届东亚运动会，是天津首次独立主办国际综合运动会。12月1日，津秦客运专线通车。
2014年，覆盖天津市的京津冀协同发展被正式纳入国家战略，天津在京津冀协同发展中的定位为“全国先进制造研发基地、北方国际航运核心区、金融创新运营示范区、改革开放先行区”。8月，天津滨海国际机场T2航站楼落成启用。9月10日至12日，2014夏季达沃斯论坛在天津梅江会展中心召开。同年，南水北调工程一期通水，天津用水情况得到改善。同年12月，国务院批准天津高新区建设国家自主创新示范区。

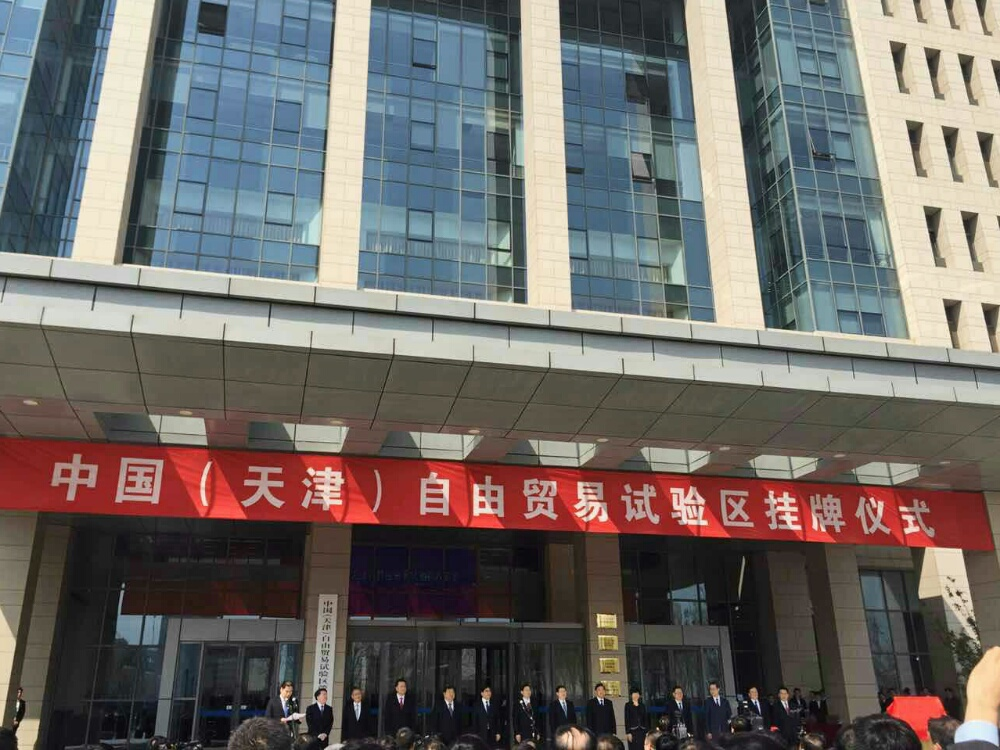
2015年4月21日，天津自贸区挂牌成立

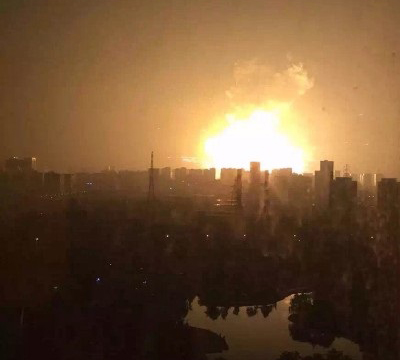
2015年天津港危化品倉庫爆炸事故

2015年4月21日，中国（天津）自由贸易试验区挂牌成立。4月27日，中国北方首家民营银行天津金城银行正式开业。8月12日，天津港内一家危险化学品仓库发生了一起特别重大火灾爆炸事故，造成了严重的人员伤亡和财产损失。9月初，南开大学津南校区和天津大学北洋园校区在海河教育园区内正式启用。9月20日，京津城际铁路延伸线和位于滨海新区中心商务区的于家堡站正式启用。12月28日，由津霸客运专线、霸徐铁路构成的津保铁路正式开通。
2016年初，天津市大型国有企业渤海钢铁集团陷入债务危机，总规模1920亿元，相当于天津市全年财政收入的72%。6月，2016夏季达沃斯论坛在天津梅江会展中心举行。
2017年7月底，天津市静海区等地区发生多起因传销而引起的案件，引发舆论关注。8月，天津市主办了中华人民共和国第十三届运动会。

## 相关研究
- 天津市地方志编修委员会办公室. . 天津: 天津社会科学院出版社. 2007.
- . 天津: 天津市地方志编修委员会办公室. 2005. ISBN 9787500649199.
- O.D.Rasmussen(雷穆森). . 许逸凡、赵地翻译，刘海岩校订. 天津: 天津人民出版社. 2008. ISBN 9787201060880.